# Samuel Timotheus Thorer
Samuel Fürchtegott Timotheus Thorer (* 25. April 1795 in Görlitz; † 25. Juni 1846 ebd.) war ein deutscher Arzt, Ausschussdirektor der Oberlausitzischen Gesellschaft der Wissenschaften und Autor. Thorer schrieb auch unter dem Pseudonym Portalius.

## Biographie
Samuel war der Sohn des Kürschnermeisters Karl Heinrich Thorer aus der Kürschnerfamilie Thorer, und dessen Frau Sophie Eleonore, geborener Schüffler.
Er besuchte das Gymnasium seiner Heimatstadt Görlitz und studierte seit dem Jahr 1815 in Leipzig Medizin. Seine Lehrer in Medizin waren Platner, Heinroth und Wendt, in Philosophie Bock, Rosenmüller in der Anatomie und Schwägrichen in biologischen Fächern und Mineralogie. Außerdem hatte er Eschenbach in Chemie und Puchelt, Ludwig, Haase, Kuhl und Jörg in weiteren Fächern. Zur Vertiefung der Praxis ging er Ende 1817 nach Berlin und übte unter Hufeland, Horn und Siebold. Unter seinen genannten Lehrern waren insbesondere Heinroth und Jörg Gegner der Homöopathie. Thorer absolvierte am 12. Mai 1818 das medizinisch-chirurgische Examen und erwarb am 18. September den Doktorhut. Seine Doktorschrift trug den Titel De Obortu und ist im Volltext erhalten. Im Sommer 1819 machte er Staatsexamen.
Er kehrte nach Görlitz zurück und praktizierte als Operateur und Geburtshelfer im Rahmen der herkömmlichen Allopathie. Bald kam er mit den Schriften Hahnenmanns in Berührung und freundete sich mit dem von ihm geschätzten Homöopath an. In seiner Arbeit als Arzt in der Strafanstalt Liegnitz wandte er im Gegensatz dazu gewissenhaft die allöopathische Methodik an.
Er heiratete Anna Karoline Eichholz und hatte mit ihr 2 Töchter.
Im Jahr 1832 gründete er mit mehreren Ärzten aus der Oberlausitz und aus Schlesien den Lausitzisch-schlesischen Verein homöopathischer Ärzte. Er hatte den Zweck, durch wissenschaftliches Streben die Homöopathie zu fördern und ihren Weg für die Behandlung kranker Menschen zu ebnen. Thorer war der Vorsteher des Vereins und dessen „Seele“. Er gab zwischen 1834 und 1839 vier Bände der praktischen Beiträge im Gebiete der Homöopathie heraus, die die wesentlichen Erfahrungen der Vereinsmitglieder enthielten.
Am 20. September 1820 hatte sich Thorer außerdem der Oberlausitzischen Gesellschaft der Wissenschaften angeschlossen. Er verfasste unter anderem einige antiquarische Beiträge und wurde bald zum Leiter der Verwaltung des Ausschusses ernannt.
Mit Joachim Leopold Haupt initiierte Thorer im Jahr 1835 einen Plan zur Fortsetzung Hoffmanns Scriptores Rerum Lusaticarum, die bis in die heutige Zeit als Bücherreihe fortgesetzt wurden.

## Werke
- Practische Beiträge im Gebiete der Homoeopathie
  - Band 1. Leipzig 1834 (Volltext)
  - Band 2. Leipzig 1835 (Volltext)
  - Band 3. Görlitz 1836 (Volltext)
  - Band 4. Leipzig 1839 (Volltext)
- De Abortu. Die XVIII M. Sept. A. MDCCCXVIII. Berolini, Formis Theophili Bruschke. (deutsch: Über die Abtreibung. 18. September 1818. Berlin, Theophil Bruschke. Volltext)
- Das zweckmäßigste Verhalten bey der Cholera. Görlitz 1831.